# Johan Henrik Spørck

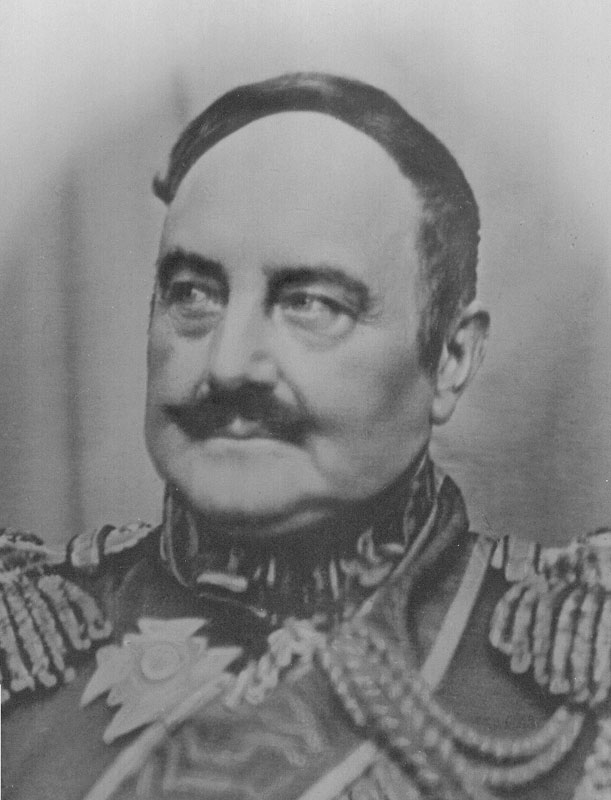
Johan Henrik Spørck.

Johan Henrik Spørck, född den 15 juni 1778 i Köpenhamn, död den 26 december 1849 i Fredrikstad, var en norsk militär.

## Biografi

### Tidig karriär
Johan Henrik Spørck föddes i Köpenhamn den 15 juni 1778 och började vid 11 års ålder sin militära karriär som kadett vid Landkadettakademin. Därefter blev han fänrik år 1796 följt av en befordran till sekundlöjtnant år 1800. Premiärlöjtnant blev han år 1803 och mellan åren 1804 och 1817 var han lärare i både teoretiska och praktiska ämnen på underofficersskolan i Fredrikshald.

### Krigen mot Sverige

#### Dansk-svenska kriget 1808–1809
Januari år 1808 sändes Spørck som spanare till den svenska västkusten för att inhämta information inför det kommande dansk-svenska kriget. När kriget bröt ut i mars samma år förde han till en början befäl i striden vid Gjeddelund den 9 maj och deltog senare i första slaget vid Prestebakke. För sin insats vid där befordrades Spørck till kapten.

#### Fälttåget mot Norge
Under fälttåget mot Norge år 1814 förde Spørck befäl över förposterna söder om Fredrikshald och stred då i slaget vid Idd och slaget vid Veden.

### Senare karriär
Under unionen blev Spørck kronprins Karl Johans adjutant år 1817, överstelöjtnant år 1819 och överste år 1823. Han var också medlem i flera kommissioner, bland annat för en reorganisering av armén och marinens utveckling och organisation. Den 29 augusti 1823 blev han generalmajor och den 10 juli 1847 blev han kommendant i Fredrikstad, vilket han förblev till sin död den 26 december 1849.

## Eftermäle
Gator i Halden och Fredrikstad har döpts efter Spørck.